# Волтер Г'юстон
Волтер Г'юстон (англ. Walter Huston; 6 квітня 1883, Торонто, Онтаріо, Канада — 7 квітня 1950
Голлівуд, Каліфорнія, США) — канадо-американський актор, батько режисера Джона Г'юстона і дід актриси Анжеліки Г'юстон.

## Життєпис
Волтер Г'юстон народився в Торонто 6 квітня 1883 в родині вихідців із Шотландії та Ірландії. Театральну кар'єру він почав в 1909 році, а в 1924 дебютував на Бродвеї в п'єсі «Любов під в'язами». У 1929 році відбувся його кінодебют.
Незважаючи на те що Волтер Г'юстон був за професією механіком, це не завадило йому згодом стати видатним актором. Г'юстон починає свою кар'єру у водевілях, і в 1909 році стає провідним актором, а через двадцять років, будучи вже ветераном сцени, приїжджає до Голлівуду, щоб спробувати себе в кіно. Г'юстон знімається у головній ролі в картині Гріффітса «Авраам Лінкольн» (1930). Його багато запрошують в вестерни як на ролі лиходіїв — Тремпез в фільмі «Вірджинець» (1929), так і на ролі позитивних героїв — Ветт Йарп в «Закон і порядок» (1932). Не менш яскраво і талановито він грає тюремного наглядача в «Кримінальному кодексі» (1931), прокурора округу в «Зоряному свідку» (1931) і копа в «Чудовисько міста» (1932). Г'юстону були під силу ролі політичних діячів — наприклад, нечистого на руку американського президента, у фільмі «Габріель над Білим домом» (1933). За іронією долі сам Г'юстон стояв за дозвіл продажу напоїв ще до зняття цього закону в квітні 1933 року. Після головних ролей у фільмах «Родос Африки» (1936) і «Досворт» (1936) він повертається в театр. Як досвідчений характерний актор він грає в основному колоритні ролі — вихідця з народу містера Скретча в картині «Диявол і Деніел Уебстер» (1941), Дока Голлідея в «Поза законом» (1943), лікаря-алкоголіка у фільмі «І не залишилося нікого» (1945). Але найбільш вражаючу роль він зіграв в картині свого сина Джона Г'юстона — «Скарби Сьєрра Мадре» (1948), за яку був удостоєний премії «Оскар» як найкращий актор другого плану.
Пішов з життя 7 квітня 1950 в Голлівуді, Каліфорнія від аневризми аорти.

## Фільмографія

### Ролі в кіно

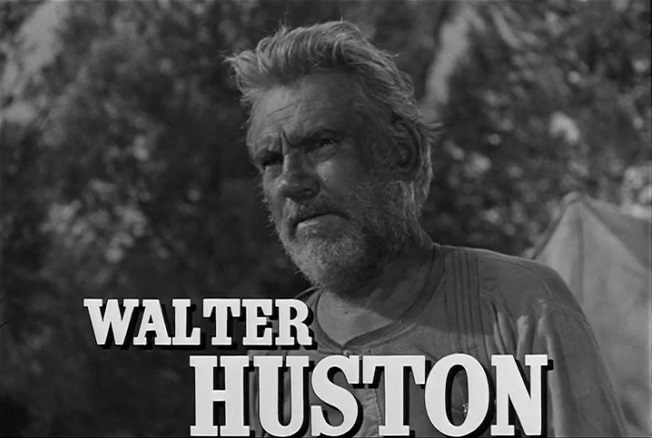
У фільмі «Скарби Сьєрра-Мадре»(1948)

- 1950 Фурії / Furies (США) — Т. С. Джеффордс;
- 1949 Великий грішник / Great Sinner (США) — генерал Островський;
- 1948 Літні канікули / Summer Holiday (США) — Нат Міллер;
- 1947 Скарби Сьєрра-Мадре / Treasure of the Sierra Madre (США) — Говард;
- 1946 Замок дракона / Dragonwyck (США) — Ефраїм Веллс;
- 1946 Дуель під сонцем / Duel in the Sun (США) — священик;
- 1945 І не залишилося нікого / And Then There Were None, (США) — доктор Едвард Армстронг;
- 1944 Сім'я дракона / Dragon Seed (США) — Лін Тан;
- 1943 Північна зірка / The North Star (США) — Павло Григорович Курін;
- 1943 Місія в Москву / Mission to Moscow (США) — Джозеф Едвард Девіс, головна роль;
- 1943 Край темряви / Edge of Darkness (США) — доктор Мартін Стенсгард;
- 1943: «Поза законом» / (The Outlaw) — Док Голлідей
- 1943 7 грудня / December 7th (США) — Дядько Сем, коротокометражний фільм;
- 1942 Янкі Дудл Денді / Yankee Doodle Dandy (США) — Джеррі Кохан;
- 1942 Завжди в моєму серці / Always in My Heart (США) — Маккензі Скотт;
- 1942 В цьому наше життя / In This Our Life (США) — бармен, епізод;
- 1941 Мальтійський сокіл / Maltese Falcon, (США) — капітан Джейкобі;
- 1941 Жорстокий Шанхай / Shanghai Gesture, (США) — Сер Гай Чартеріс;
- 1941 Диявол і Деніел Уебстер / Devil and Daniel Webster, (США) — містер Скретч;
- 1941 Болотяна вода / Swamp Water, (США) — Раґан;
- 1939 Країна свободи / Land of Liberty, (США) — Авраам Лінкольн;
- 1939 Світло згасло / Light That Failed, (США) — Torpenhow;
- 1938 Про серця людські / Of Human Hearts, (США) — Етан Вілкінс, головна роль;
- 1936 Родос з Африки / Rhodes of Africa, (США) — Сесіль Родс;
- 1936 Додсворт / Dodsworth (США) — Сем Додсворт, головна роль;
- 1935 Тунель / Tunnel, (США) — президент США;
- 1933 Боксер та леді / Prizefighter and the Lady (США) — професор;
- 1933 Шторм на світанку / Storm at Daybreak, (США) — мер Душан Радович;
- 1933 Габріель над Білим домом / Gabriel Over the White House, (США) — президент США;
- 1933 Енн Вікерс / Ann Vickers, (США) — Барні Дельфін;
- 1932 Чудовисько міста / Beast of the City, (США) — Джим Фіцпатрік;
- 1932 Американське божевілля / American Madness, (США) — Діксон;
- 1932 Нічний суд / Night Court, (США) — суддя Моффет;
- 1932 Закон і порядок / Law and Order, (США) — Ветт Йарп
- 1932 Конго / Kongo, (США) — Флінт;
- 1932 Дощ / Rain, (США) — Альфред Девідсон;
- 1931 Кримінальний кодекс / The Criminal Code (США) — Марк Бреді, головна роль;
- 1931 Зоряний свідок / The Star Witness (США) — прокурор Вітлок;
- 1930 Авраам Лінкольн / Abraham Lincoln (США) — Авраам Лінкольн, головна роль;
- 1930 Пога людина/ The Bad Man, (США) — Панчо Лопес;
- 1929 Вірджинець / The Virginian, (США) — Тремпез;
- 1929 Два американця / Two Americans, (США) — Авраам Лінкольн, короткометражка;

### В титрах не вказаний
- 1915 Народження нації / Birth of a Nation, (США) — епізод озвучування;
- 1943 Битва за Британію / The Battle of Britain, (США) — оповідач;
- 1943 Повідомлення з Алеут / Report from the Aleutians, (США) — документальний, вокал;
- 1945 Знай свого ворога: Японія / Know Your Enemy — Japan, (США) — оповідач;
- 1950 Вереснева афера / September Affair, (США) — вокал;

## Нагороди

### Номінація на «Оскар»
- 1936 — Найкращий актор («Додсворт»)
- 1941 — Найкращий актор («Диявол і Деніел Уебстер»)
- 1942 — Найкращий актор другого плану («Янкі Дудл Денді»)

### Премія «Оскар»
- 1948 — Найкращий актор другого плану («Скарби Сьєрра-Мадре»)